# Étoile rouge de Belgrade (handball)
Pour les articles homonymes, voir Étoile rouge de Belgrade.
Ne pas confondre avec RK Partizan Belgrade ni ŽRK Radnički Belgrade.
Maillots
Le RK Étoile rouge de Belgrade (Rukometni Klub Crvena Zvezda Belgrade, en serbe Рукометни клуб Црвена звезда) est la section handball du club omnisports serbe de l'Étoile rouge de Belgrade. Le club évolue dans le Championnat de Serbie et a participé à la première édition de la Ligue SEHA

## Palmarès
Le club a successivement évolué en Yougoslavie jusqu'en 1992, en République fédérale de Yougoslavie entre 1992 et 2003 devenu Serbie-et-Monténégro entre 2003 et 2006 et enfin en Serbie depuis 2006 :
- Championnats nationaux (9) :
  - Championnat de Yougoslavie (2) : 1955, 1956
  - Championnat de RF Yougoslavie/Serbie-et-Monténégro (5) : 1996, 1997, 1998, 2004, 2006
  - Championnat de Serbie (2) : 2007, 2008

- Coupes nationales (5) :
  - Coupe de Yougoslavie (1) : 1956
  - Coupe de RF Yougoslavie/Serbie-et-Monténégro (3) : 1995, 1996, 2004
  - Coupe de Serbie (1) : 2017

- Compétitions internationales
  - Demi finaliste de la Coupe des vainqueurs de coupe en 1996

## Joueurs célèbres
- Igor Butulija
- Nikola Eklemović
- Milan Kalina
- Nikola Manojlović
- Draško Nenadić
- Žikica Milosavljević
- Petar Nenadić
- Ivan Nikčević
- Dejan Perić
- Nenad Peruničić
- Sandor Rac
- Danijel Šarić
- Dragan Škrbić
- Darko Stanić
- Goran Stojanović
- Rastko Stojković
- Nenad Vučković